# Anleitung zum Unglücklichsein
Anleitung zum Unglücklichsein ist ein Sachbuch, das der österreichische Psychologe Paul Watzlawick im Jahr 1983 veröffentlichte.

## Hintergrund
Watzlawick parodiert mit diesem Buch ironisch die – vor allem in den USA – weit verbreitete Ratgeberliteratur und zeigt zum Schein auf, wie man sein Leben unerträglich gestalten kann. Hintergrund des Buchs bilden die Erkenntnisse der Palo-Alto-Schule, zu deren Mitbegründern Watzlawick gehörte. Es geht um die Fallstricke der menschlichen Kommunikation, die durch falsche Einstellungen ins Unglück führen können. Das Motto lautet: „Unglücklich sein kann jeder; sich unglücklich machen aber will gelernt sein.“

## Inhalt

### Einleitung
An den Anfang seines Buchs stellt Watzlawick ein Zitat aus den Aufzeichnungen aus dem Kellerloch von Fjodor Michailowitsch Dostojewski, das aufzeigt, worum es ihm geht:

„Was kann man nun von einem Menschen […] erwarten? Überschütten Sie ihn mit allen Erdengütern, versenken Sie ihn in Glück bis über die Ohren, bis über den Kopf, so daß an die Oberfläche des Glücks wie zum Wasserspiegel nur noch Bläschen aufsteigen, geben Sie ihm ein pekuniäres Auskommen, daß ihm nichts anderes zu tun übrigbleibt, als zu schlafen, Lebkuchen zu vertilgen und für den Fortbestand der Menschheit zu sorgen – so wird er doch, dieser selbe Mensch, Ihnen auf der Stelle aus purer Undankbarkeit, einzig aus Schmähsucht einen Streich spielen. Er wird sogar die Lebkuchen aufs Spiel setzen und sich vielleicht den verderblichsten Unsinn wünschen, den allerunökonomischsten Blödsinn, einzig um in diese ganze positive Vernünftigkeit sein eigenes unheilbringendes phantastisches Element beizumischen. Gerade seine phantastischen Einfälle, seine banale Dummheit wird er behalten wollen …“

Zu einem ähnlichen Ergebnis kommt die Volksweisheit, wenn sie behauptet, nichts sei schwerer zu ertragen als eine Reihe von guten Tagen. Doch die Frage, was Glück eigentlich ist, bleibt unbeantwortet. Augustinus zählte mit Terentius Varro nicht weniger als 289 Ansichten darüber, was Glück sei. Die großen Schöpfungen der Weltliteratur bestehen aus Unglück und Tragödien. In Dantes Göttlicher Komödie sei das Inferno genialer als sein Paradiso; „Faust I rührt zu Tränen, Faust II zum Gähnen.“
Auch den Tieren geht es nicht besser: Im Zoo sind sie vor Hunger, Gefahr und Krankheit geschützt und werden zu Neurotikern. Der moderne Sozialstaat begleitet den Staatsbürger von der Wiege bis zur Bahre und entmündigt ihn so.

### Von „Spielen mit der Vergangenheit“ zum „Leben als Spiel“
In 14 kurzen Kapiteln wird das Problem der Einleitung entfaltet.
Zum Unglück führen die Verherrlichung der Vergangenheit als goldenes Zeitalter, beharrliches Zurückblicken (wie die erstarrte Frau Lot), die starrsinnige Vermeidung von Veränderungen und besonders von neuen Lösungen für alte Probleme. Ferner Situationen, in denen man die eine Hand nicht wissen lässt, was die andere tut, und dadurch neue Situationen schafft, die zum eigenen Unglück führen, wenn zum Beispiel das Vorhaben, den Nachbarn um einen Hammer zu bitten, durch Bedenken und Angst vor dessen Reaktion am Ende zu einer Aggression gegen ihn führt. Missverständnisse entstehen auch durch das Zusammenspiel von Sach- und Beziehungsebene in jeder Kommunikation, die von Gregory Bateson ausgeführt worden ist. Bei einer selbsterfüllenden Prophezeiung bewirkt die eigene Erwartung das Unglück. Es fehlt letztlich die Einsicht, dass das Leben ein zum Glück führendes Nichtnullsummenspiel sein kann, bei dem zwei Spieler jeder für sich gewinnen können. Die meisten glauben aber an ein Nullsummenspiel in den Beziehungen: Das eigene Glück werde durch das Unglück des Anderen gewonnen und umgekehrt. Im Epilog werden die Wege genannt, es besser zu machen: durch Fairness, Vertrauen, Toleranz.
Dazu unterbreitet der Autor erhellende Anekdoten und Zitate von Aphorismen und Gedanken teils berühmter Autoren, darunter Margaret Mead, George Bernard Shaw, Groucho Marx (fehlende Selbstliebe: „Es würde mir im Traum nicht einfallen, einem Klub beizutreten, der bereit wäre, jemanden wie mich als Mitglied aufzunehmen.“), Jean Genet („Der Balkon“ mit bezahlter Kollusion zwischen Kunde und Prostituierter), Sartre („die Hölle, das sind die anderen“), Shakespeare (Hamlet wird melancholisch-depressiv aufgrund zu hoher Ziele) und Alan Watts (Ernstnehmen des Spiels als Spielregel).
Jeder kann sich sein Unglück, aber auch sein Glück selbst schaffen. Am Ende steht ein Zitat aus Dostojewskis „Die Dämonen“ „Alles ist gut... Alles. Der Mensch ist unglücklich, weil er nicht weiß, dass er glücklich ist. Nur deshalb. Das ist alles, alles! Wer das erkennt, der wird gleich glücklich sein, sofort, im selben Augenblick...“

## Wirkung
Watzlawicks Buch, dessen Titel wie eine Parodie auf die Ratgeberliteratur wirkt, entwickelte sich zum Kultbuch, allein in Deutschland wurden mehr als eine Million Exemplare verkauft. Das Buch erschien 1983 auf Englisch. Es erschien auch auf Italienisch, auf Französisch und Spanisch.
Paradoxerweise kann sich der „Anti-Ratgeber“ auch als echter Ratgeber erweisen: Denn wenn ein Leser sich ernsthaft bemüht, die im Buch aufgeführten Fehler zu vermeiden, kann es ihm doch gelingen, ein weniger unglückliches Leben zu führen.

## Ausgaben
- Paul Watzlawick: Anleitung zum Unglücklichsein. 15. Auflage, Piper-TB 4938, München 2009 (Erstausgabe 1983), ISBN 978-3-492-24938-6; als Hörbuch: gelesen von Ernst Konarek, Regie: Uwe Kossack, Südwestrundfunk, Stuttgart / Audio Verlag, Berlin 2002, ISBN 3-89813-184-X, 2 CDs, 116 Minuten.